# Arla diversella
Arla diversella är en fjärilsart som beskrevs av August Busck 1916. Arla diversella ingår i släktet Arla och familjen stävmalar. Inga underarter finns listade i Catalogue of Life.